# Adiantum aleuticum
Adiantum aleuticum (helecho de cinco dedos) es una especie de helechos en el género Adiantum. Es originaria de Norteamérica.

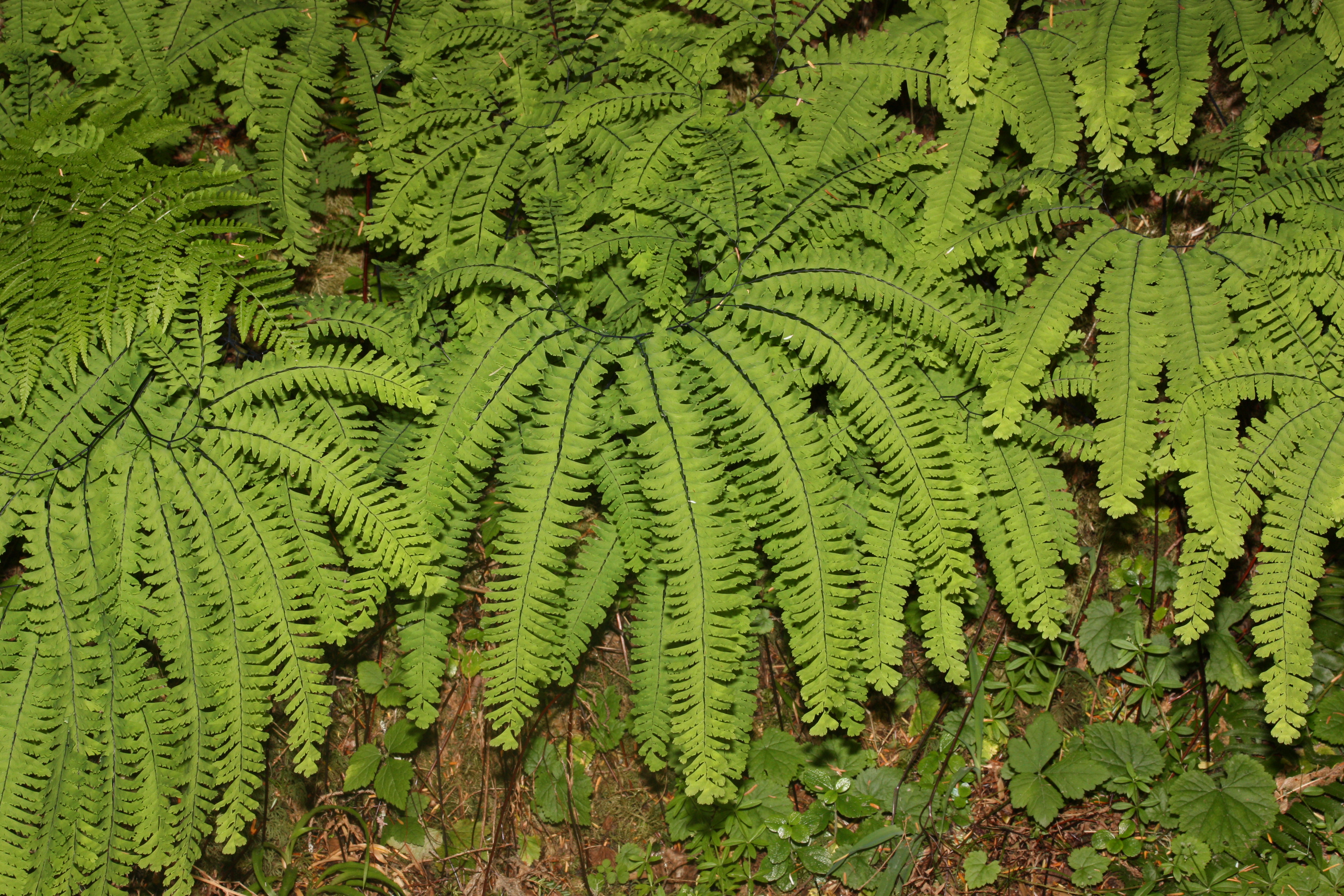
Detalle de las hojas

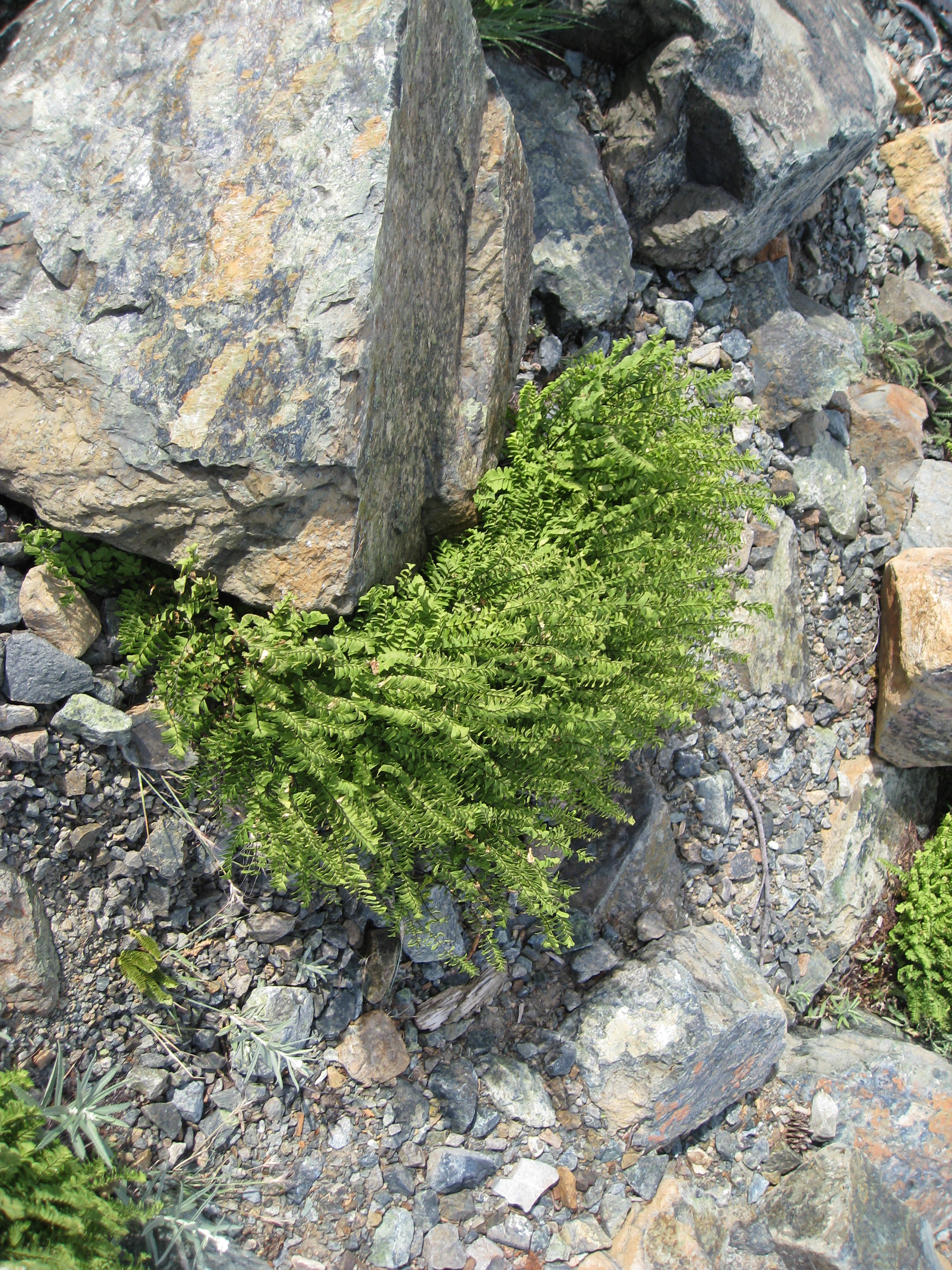
Vista de la planta

## Descripción
La fronda llega a alturas de 2-12 dm, y tienen forma de abanico, hojas verdosas leve a mediano con tallos pardo oscuros a negros. Prefiere suelo fértil, húmedo, en rocosidades cerca de cursos de agua, desde el nivel del mar en el norte de su distribución, a 3200 m s. n. m., en el sur. Tolera rocas serpentinas bien, y a veces está confinada a rocas ricas en ese mineral en algunas áreas.

## Distribución y hábitat
Es nativa del oeste de Norteamérica desde las islas Aleutianas de Alaska, sur de Chihuahua, y localmente en el nordeste norteamericano del sur de Newfoundland a Maryland.

## Uso medicinal
- Su té se usa para reconfortar las mucosas, toses, congestión de garganta, e irritación respiratoria por polución.

## Taxonomía
Adiantum aleuticum fue descrita por (Rupr.) C.A.Paris y publicado en Rhodora 93(874): 112. 1991.
Etimología;
Adiantum: nombre genérico que proviene del griego antiguo, que significa "no mojar", en referencia a las hojas, por su capacidad de arrojar el agua sin mojarse.
Sinónimos
- Adiantum pedatum L. var. aleuticum Rupr., Distr. Crypt. Vasc. Ross., 49. 1845
- Adiantum boreale C.Presl
- Adiantum pedatum subsp. aleuticum (Rupr.) Calder & Roy L.Taylor
- Adiantum pedatum subsp. calderi Cody
- Adiantum pedatum subsp. subpumilum (W.H.Wagner) Lellinger;
- Adiantum pedatum var. subpumilum W.H.Wagner[2][3]

## Nombres comunes
- castellano: serpentinas, helecho de las Aleutianas, helecho de cinco dedos.